# Marjolaine Beauchamp
Pour les articles homonymes, voir Beauchamp.
Marjolaine Beauchamp est une poète, slammeuse, comédienne et auteure dramatique québécoise née en 1982 à Buckingham en Outaouais, au Québec,.

## Biographie
Marjolaine Beauchamp fait ses premiers pas sur la scène médiatique grâce au slam. Elle remporte la première place au Grand Slam de la Ligue québécoise de Slam en 2009, puis la deuxième place à la Coupe du Monde de slam-poésie de France en 2010,.
Elle est alors invitée à assurer la première partie de la tournée L’existoire de Richard Desjardins amorcée en 2012. Desjardins affirme que la langue de Beauchamp « témoigne d'une situation géographique et d'un vécu »,.
Elle publie deux recueils de poésie aux Éditions de l’Écrou, Aux Plexus en 2011 et Fourrer le feu en 2016, Aux plexus étant considéré comme un best-seller québécois avec 2 000 exemplaires vendus. Elle remporte d'ailleurs le prix littéraire Jacques-Poirier—Outaouais pour ce premier recueil..
Issue des arts de la scène, elle participe au milieu théâtral. Elle crée la pièce Taram en 2011, une production du Théâtre du Trillium pour laquelle Beauchamp est également comédienne. Elle s'entend avec Anne-Marie White en 2014 pour un partenariat de cinq ans avec la compagnie de théâtre. De cette collaboration naît ensuite M.I.L.F. qui est présentée dans le cadre de la septième édition de la biennale Zones Théâtrales à l'automne 2017, dans une mise en scène de Pierre-Antoine Lafon Simard, qui avait également assuré celle de Taram. La seconde pièce de Marjolaine Beauchamp est publiée, la même année, aux Éditions Somme Toute.
À l'occasion du 39e Salon du livre de l'Outaouais, en mars 2018, elle est l'invitée d'honneur, représentante de l'Outaouais,. Dans la même année, elle s'engage d'ailleurs à encourager la jeune relève artistique de l'Outaouais en participant comme juge à la finale régionale de Secondaire en Spectacle. 
En 2022, Marjolaine Beauchamp participe à une œuvre audio-numérique collective intitulée On a pas mangé de framboise depuis 1266 jours présentée par le Salon du Livre de L'Outaouais. Elle partage la scène avec deux autres poètes québécois, Maude Veilleux et Alexandre Dostie et la voix de JF No, «pour faire vivre au public une aventure qui chamboule les genres en s’inspirant tour à tour du cinéma, du radio-roman de fiction, de la musique actuelle et du théâtre contemporain.»
Malgré son succès, Beauchamp a affirmé à plusieurs reprises avoir le syndrome de l'imposteur en parlant de son œuvre,. Beauchamp a dit de son écriture qu'elle « dépeint une laideur, mais une belle laideur où les gens sont tout croches, tout patchés, où la grand-mère dealeuse va faire des œufs au beurre brun à son petit-fils et lui acheter un Pez ».

## Œuvres

### Poésie
- Un matin dans mon univers, illustrations de Virginie Egger, Boomerang éditeur jeunesse, 2024
- Fourrer le feu, nouvelle édition, Montréal, Hurlantes éditrices, 2022, 136 p. (ISBN 978-2-98187-268-5)
- Aux plexus, nouvelle édition, Montréal, Hurlantes éditrices, 2022, 120 p. (ISBN 978-2-98187-266-1)
- Aux plexus - édition limitée hommage à l'écrou, 114 exemplaires signés et numérotés, Hurlantes éditrices, 2022, 117 p. (ISBN 978-2-98187-269-2)
- Aux plexus, Montréal, Éditions de L'Écrou, 2010, 117 p.  (ISBN 9782981148544)
- Fourrer le feu, Montréal, Éditions de L'Écrou, 2015, 105 p.  (ISBN 9782924682036)

### Théâtre
- Taram [pièce inédite], 2011.
- M.I.L.F., Montréal, Éditions Somme Toute, 2017, 52 p.  (ISBN 9782897940041)

### Ouvrages collectifs
- « La fois où j'ai déboulé juillet », dans Zodiaque (sous la direction d'Ariane Lessard et Sébastien Dulude), Montréal, La Mèche, 2019, p. 157-173.  (ISBN 978-2-89707-093-9)
- «On a pas mangé de framboise depuis 1266 jours»  [œuvre audio numérique inédite], 2022.

## Prix et honneurs
- 2009 - Récipiendaire : Championne du Grand Slam de la Ligue Québécoise de Slam[17]
- 2009 - Récipiendaire : Prix Relève, Les Culturiades, Conseil Régional de la Culture en Outaouais[18]
- 2010 - Vice-championne : Coupe du monde de slam-poésie, France[19]
- 2010 - Récipiendaire : Prix Régions Outaouais, Les Culturiades, Conseil Régional de la Culture en Outaouais[20]
- 2011 - Récipiendaire : Prix littéraire Jacques-Poirier—Outaouais du Salon du livre de l’Outaouais (pour le recueil Aux Plexus)[21]
- 2011 - Finaliste : Prix de poésie Estuaire-Bistro Leméac (pour le recueil Aux Plexus)[22]
- 2011 - Récipiendaire : Prix d’artiste en émergence de l’année en dramaturgie au gala des Prix Rideau Awards (pour la pièce Taram)[23]
- 2018 - Récipiendaire : Prix du CALQ - Œuvre de l'année en Outaouais (pour sa pièce M.I.L.F.)[24]
- 2024 - Finaliste : Prix d'excellence de la SODEP - volet création littéraire avec Le Guide Michelin des urgences - Lettres québécoises No. 190[25].